# Kreis Ruppin

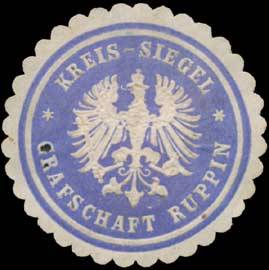
Siegelmarke des Kreises Ruppin, um 1850/1923

Der Kreis Ruppin (auch Land Ruppin, Ruppinscher Kreis, Grafschaft Ruppin, nach 1945 Landkreis Ruppin) war eine Verwaltungseinheit der Mark Brandenburg (1524–1815), der Provinz Brandenburg (1815–1947) in Preußen und des Landes Brandenburg (1947–1952) in der SBZ bzw. DDR. Er entstand aus der mittelalterlichen Herrschaft Ruppin. Sein politisches Zentrum war zu Beginn die Burg Ruppin und später die Stadt Neuruppin. Das ehemalige Kreisgebiet bildet als Ruppiner Land eine historische Landschaft in Brandenburg. Es gehört seit 1993 zu den Landkreisen Ostprignitz-Ruppin und Oberhavel.

## Geschichte

### Kreis der Mark Brandenburg

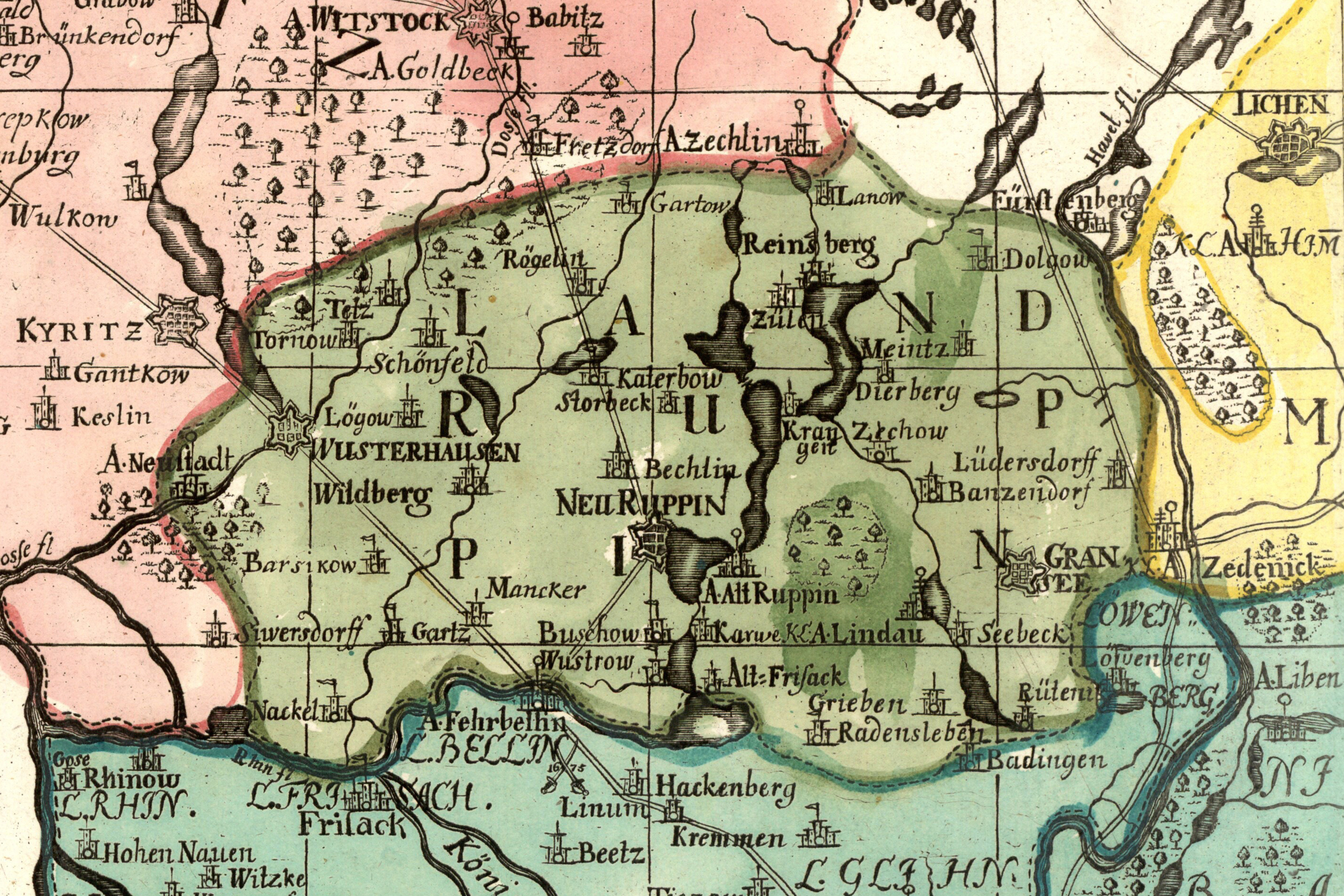
Karte des Ruppinschen Kreises („Land Ruppin“) der Mark Brandenburg 1724

Die edelfreien Grafen von Lindow-Ruppin befanden sich seit etwa 1214 im Besitz der Herrschaft Ruppin, die vermutlich anfangs reichsunmittelbar war und später unter die Oberlehnshoheit der Markgrafen von Brandenburg kam. Im Jahr 1524 erlosch das Adelsgeschlecht Lindow-Ruppin mit dem Tod des Grafen Wichmann. Kurfürst Joachim I. von Brandenburg zog die Herrschaft Ruppin daraufhin ein und vereinigte sie mit der Mark Brandenburg. Kurprinz Joachim II. wurde von ihm entsandt, um die Huldigung der Stände der Herrschaft Ruppin entgegenzunehmen. Verwandte des verstorbenen Grafen Wichmann klagten 1541 vor dem Reichskammergericht gegen die Einziehung der Herrschaft durch den Kurfürsten. Die Klage wurde jedoch 1562 abgewiesen.
Die ehemalige Herrschaft blieb als ständische und steuerliche Einheit erhalten und bildete fortan den Ruppinschen Kreis der Mittelmark. Sie wurde einem Landeshauptmann mit Sitz auf der Burg Ruppin unterstellt. Als erster Landeshauptmann wurde von Kurprinz Joachim II. 1524 Matthias von Oppen eingesetzt. Adam Christoph von Flanß diente um 1723 wahrscheinlich als letzter Landeshauptmann. Danach wurde das Amt nicht mehr verwendet. Otto Albrecht von Rohr war ab dem Jahr 1700 der erste Landrat des Kreises Ruppin. Dieses Amt bestand jedoch schon zuvor unter der Bezeichnung Kreiskommissar.
Der Umfang des Ruppinschen Kreises änderte sich seit der Vereinigung mit der Mark Brandenburg kaum. Das Amt Goldbeck kam zur Prignitz. Ebenso wurden die Dörfer Bagwitz, Kleinzerlang (an die Prignitz) und Schwarz (an Mecklenburg) abgegeben. Im 18. Jahrhundert hatte der Ruppinsche Kreis eine Fläche von 32,75 Quadratmeilen (etwa 1842 km²). Die größte Ost-West-Ausdehnung betrug 8,5 Meilen (etwa 64 km), die größte Nord-Süd-Ausdehnung 5,25 Meilen (etwa 39 km). Im Jahr 1800 hatte der Ruppinsche Kreis eine Bevölkerungszahl von 46.808 Menschen.
Die preußischen Könige führten von 1704 bis 1873 als Teil ihrer Titulatur den Titel eines Grafen zu Ruppin. Die Könige Friedrich der Große und Friedrich Wilhelm III. reisten im Ausland gelegentlich im Inkognito als Grafen von Ruppin.

### Kreis der Provinz Brandenburg

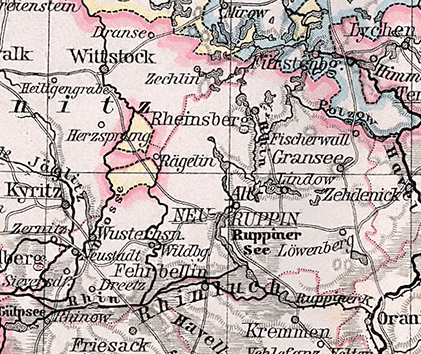
Karte des Kreises Ruppin der Provinz Brandenburg 1905

Im Zuge der Preußischen Reformen wurde der Ruppinsche Kreis dem Regierungsbezirk Potsdam der neuen Provinz Brandenburg zugeordnet und seine Abgrenzung zum 1. April 1817 leicht verändert. Die Ortschaften Friedrichsgüte, Gadow, Neuendorf, Quäste, Zernitz und Zootzen wurden an den neuen Kreis Ostprignitz, die Ortschaften Marienthal und Ribbeck an den neuen Kreis Templin abgegeben. Aus dem aufgelösten Glien-Löwenbergischen Kreis kamen die Ortschaften Grüneberg, Hoppenrade, Löwenberg, Moncaprice, Neuendorf, Neuhof, Neukammer, Schleuen, Teschendorf und Zollhaus an den Kreis. Das Landratsamt verblieb in der Stadt Neuruppin.
Ehefrau und Kinder von Oskar Prinz von Preußen führten Anfang des 20. Jahrhunderts zeitweise den Titel „Gräfin“ bzw. „Graf von Ruppin“.
Gegen Ende der 1920er Jahre wurden im Kreis Ruppin nahezu alle Gutsbezirke aufgelöst und benachbarten Landgemeinden zugeteilt. In den 1930er Jahren wurde die Schreibweise mehrerer Orte geändert:
- Alt Lüdersdorf → Altlüdersdorf
- Lindow → Lindow (Mark)
- Neu Ruppin → Neuruppin
- Rheinsberg → Rheinsberg (Mark)
- Wusterhausen a./Dosse → Wusterhausen (Dosse)

Mit Einführung des preußischen Gemeindeverfassungsgesetzes vom 15. Dezember 1933 sowie der Deutschen Gemeindeordnung vom 30. Januar 1935 wurde zum 1. April 1935 das Führerprinzip auf Gemeindeebene durchgesetzt. Eine neue Kreisverfassung wurde nicht mehr geschaffen; es galt weiterhin die Kreisordnung für die Provinzen Ost- und Westpreußen, Brandenburg, Pommern, Schlesien und Sachsen vom 19. März 1881.
Am 1. April 1937 wurde der Gutsbezirk Großmenow aus dem Kreis Ruppin in den mecklenburgischen Kreis Stargard umgegliedert. Die Gemeinde Netzeband wurde 1939 aus dem Kreis Ostprignitz in den Kreis Ruppin umgegliedert.
Vor 1945 wurden folgende Gemeinden aufgelöst:
- Brenkenhof, Großderschau und Kleinderschau, am 1. April 1938 zu Friedrichsdorf zusammengeschlossen
- Darritz und Wahlendorf, am 1. April 1939 zur Gemeinde Darritz-Wahlendorf zusammengeschlossen
- Jülitz, am 1. Oktober 1937 zu Friedrichsbruch
- Klevesche Häuser, am 1. April 1938 zu Häsen
- Alt Koppenbrück und Neu Koppenbrück, am 1. April 1938 zur Gemeinde Koppenbrück zusammengeschlossen
- Neulüdersdorf, am 1. April 1938 zu Alt-Lüdersdorf
- Neugarz, am 1. April 1936 zu Altgarz
- Schönfeld, am 1. April 1938 zu Friedrichsbruch
- Zermützel, 1926 zu Krangen
- Zietensaue, am 1. April 1938 zu BartschendorfKarte der heutigen Ämter und Städte, die ganz oder teilweise im ehemaligen „Kreis Ruppin“ liegen.

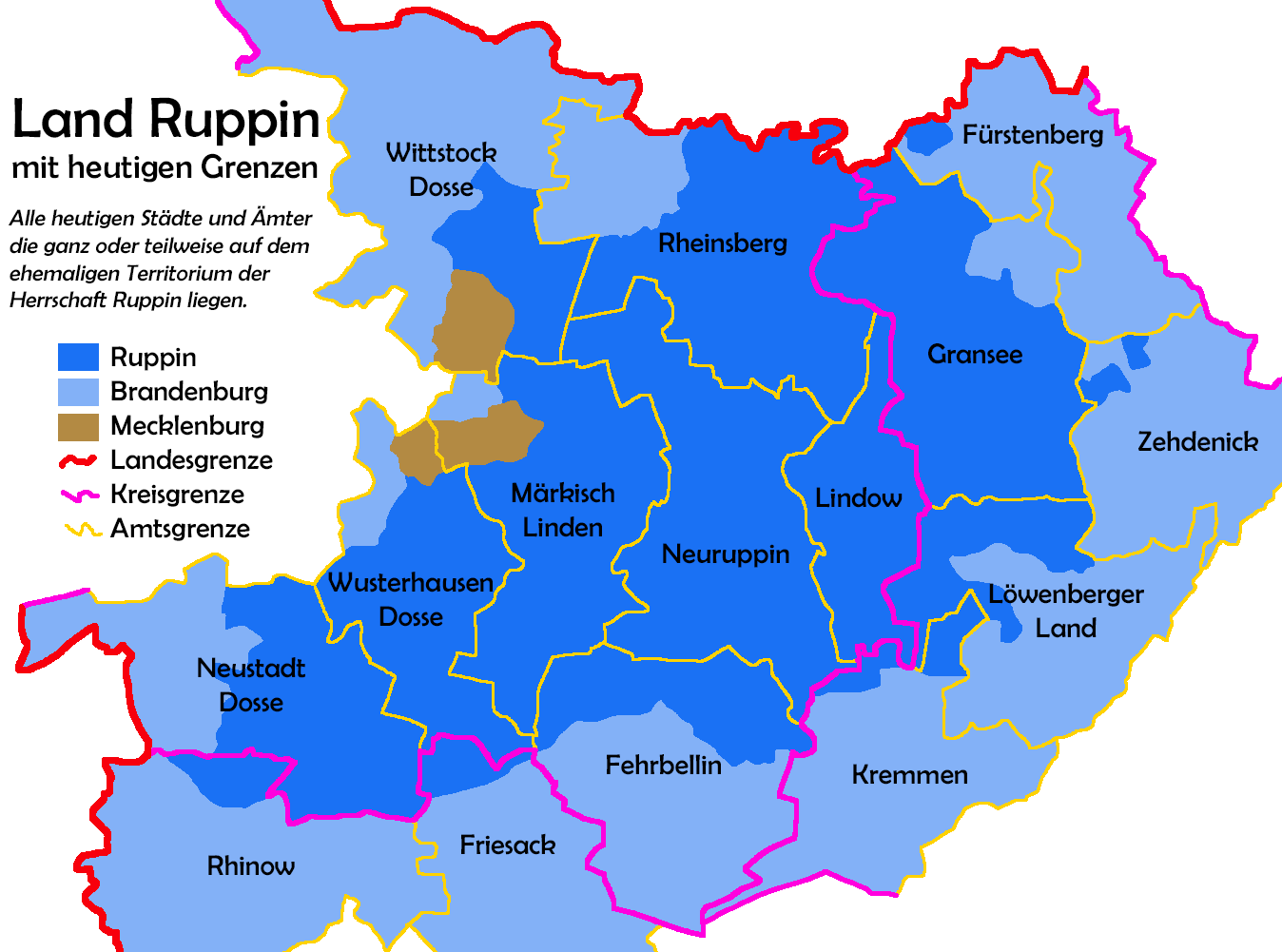
Karte der heutigen Ämter und Städte, die ganz oder teilweise im ehemaligen „Kreis Ruppin“ liegen.

Im Frühjahr 1945 wurde das Kreisgebiet durch die Rote Armee besetzt. Nach dem Zweiten Weltkrieg wurde auch Gühlen-Glienicke zu einer eigenständigen Gemeinde erhoben. Der östliche Zipfel des Landkreises Ostprignitz mit den Gemeinden Kleinzerlang, Luhme, Repente, Dorf Zechlin, Flecken Zechlin, Zechlinerhütte und Zempow fiel durch Beschluss des Präsidiums der Provinzialverwaltung Mark Brandenburg am 1. Mai 1946 an den nunmehr Landkreis Ruppin genannten Kreis.

### Kreis des Landes Brandenburg
Seit der Auflösung des Freistaates Preußen im Jahr 1947 gehörte der Landkreis Ruppin zum neu errichteten Land Brandenburg. Am 1. Juni 1951 wurde Friedrichsdorf in Großderschau umbenannt. Im Zuge der Verwaltungsreform von 1952 wurde der Landkreis Ruppin aufgelöst und auf die neuen Kreise Gransee, Kyritz, Neuruppin und Oranienburg aufgeteilt. Nach der Kommunalreform 1993 ist das historische Kreisgebiet heute zum Großteil zwischen den Landkreisen Ostprignitz-Ruppin und Oberhavel aufgeteilt.

## Einwohnerentwicklung
| Jahr | Einwohner | Quelle |
| ---- | --------- | ------ |
| 1750 | 30.807    | [ 5 ]  |
| 1800 | 46.808    | [ 5 ]  |
| 1816 | 48.123    | [ 11 ] |
| 1846 | 68.326    | [ 12 ] |
| 1871 | 74.496    | [ 13 ] |
| 1890 | 76.215    | [ 14 ] |
| 1900 | 77.758    | [ 14 ] |
| 1910 | 77.797    | [ 14 ] |
| 1925 | 79.536    | [ 14 ] |
| 1933 | 82.363    | [ 14 ] |
| 1939 | 88.219    | [ 14 ] |
| 1946 | 124.836   | [ 15 ] |

## Landräte
- 1700–1736 Otto Albrecht von Rohr

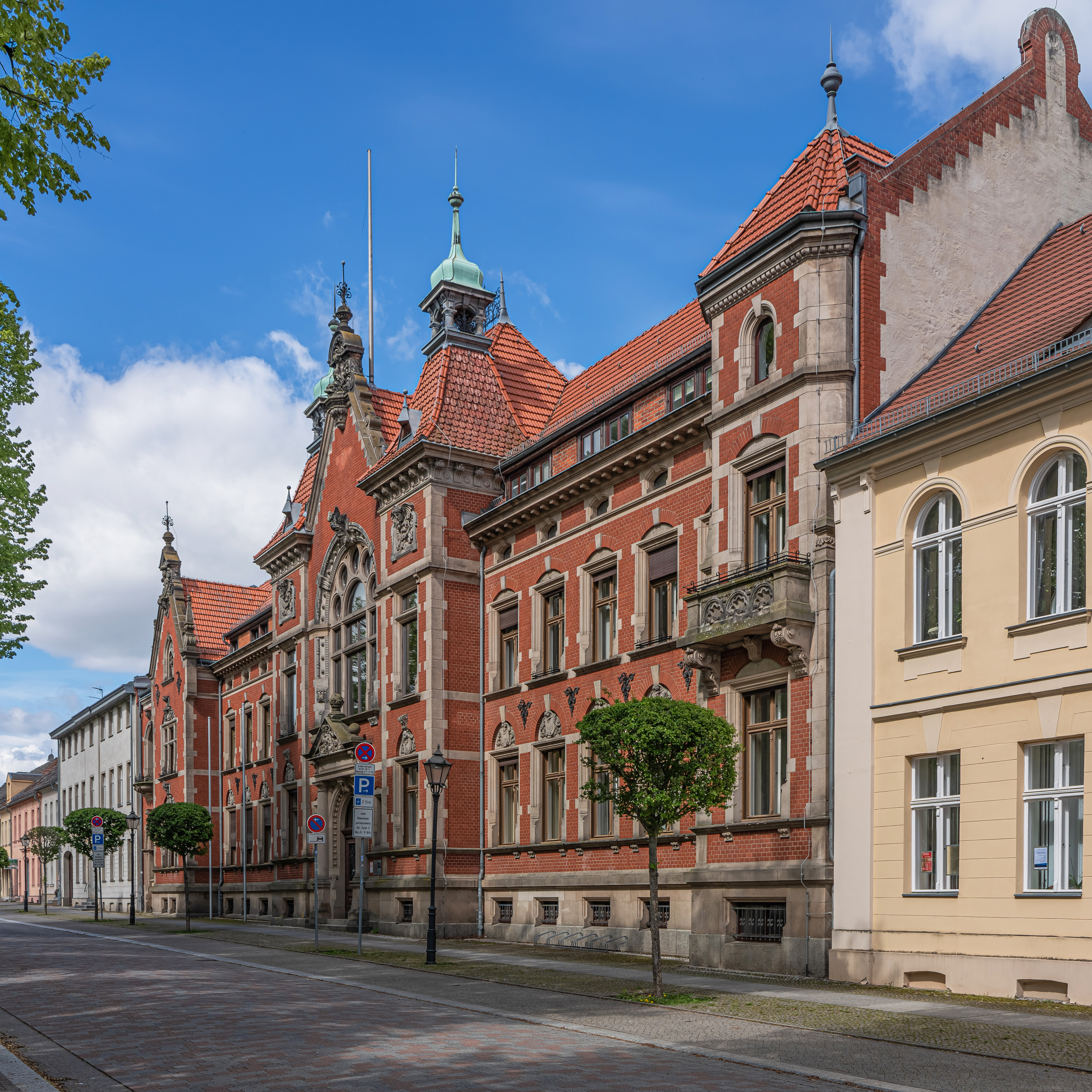
Virchowstraße 14/15 in Neuruppin: 1895–1945 Landratsamt von Ruppin

- 1736–1762 Caspar Otto Christoph von Rohr
- 1762–1771 Georg Christoph von Wahlen-Jürgass
- 1771–1800 Leopold Heinrich von Quast (1742–1800)
- 1800–1841 Friedrich Christian Ludwig von Zieten, Sohn des Generals Hans Joachim von Zieten
- 1842–1860 Friedrich Wilhelm von Schenckendorff (1794–1861)
- 1851–1852 (interimistisch) Gustav von Diest (1826–1911)
- 1860–1868 Woldemar von Bülow (1830–1869)
- 1868–1870 Karl Friedrich Gustav von Wulffen († 1869)
- 1870–1874 Alfred von Saldern (1829–1904)
- 1874–1876 (Verweser) Siegfried von Quast-Radensleben (1842–1887)
- 1876–1887 Siegfried von Quast-Radensleben[16]
- 1887–1907 Erich von dem Knesebeck-Milendonck († 1907)
- 1907–1914 Moritz Andreas Alexander Bernus
- 1914–1921 Levin Erich von dem Knesebeck-Milendonck (1870–1953)
- 1921–1933 Ernst Kaempfe (* 1877)
- 1933–1945 Friedrich von Uslar-Gleichen (1882–1945)

## Städte, Gemeinden und Gutsbezirke
Am 1. Januar 1945 bestand der Kreis Ruppin aus den sieben Städten Alt Ruppin, Gransee, Lindow (Mark), Neuruppin, Neustadt (Dosse), Rheinsberg und Wusterhausen (Dosse), 128 weiteren Gemeinden und den beiden Gutsbezirken Forst Neu Roofen und Forst Ruppiner Heide.
Die 128 weiteren Gemeinden waren:
| - Altfriesack - Altgarz - Altglobsow - Altlüdersdorf - Banzendorf - Barsikow - Bartschendorf - Basdorf - Baumgarten - Bechlin - Binenwalde - Blankenberg - Braunsberg - Brunn - Buberow - Bückwitz - Burow - Buskow - Dabergotz - Darritz-Wahlendorf - Dessow - Dierberg - Dollgow - Dreetz - Frankendorf - Friedrichsbruch | - Friedrichsdorf - Ganzer - Gartow - Garz - Giesenhorst - Glambeck - Gnewikow - Goldbeck - Gottberg - Grieben - Großmutz - Großwoltersdorf - Großzerlang - Grüneberg - Gutengermendorf - Häsen - Heinrichsdorf - Herzberg i./Mark - Hindenberg - Hohenofen - Hoppenrade - Kagar - Kampehl - Kantow - Karwe - Katerbow | - Keller - Kerzlin - Klosterheide - Königstädt - Koppenbrück - Köritz - Kraatz - Krangen - Kränzlin - Küdow - Langen - Läsikow - Leddin - Lichtenberg - Linde - Linow - Lögow - Löwenberg i./Mark - Lüchfeld - Ludwigsaue - Manker - Menz - Meseberg - Metzelthin - Michaelisbruch - Molchow | - Nackel - Netzeband - Neuglobsow - Neulögow - Neulöwenberg - Neuendorf - Nietwerder - Paalzow - Pfalzheim - Plänitz - Protzen - Radensleben - Rägelin - Rheinsberg-Glienicke - Rohrlack - Rönnebeck - Rübehorst - Rüthnick - Schönberg (Mark) - Schönermark - Schulzendorf - Schwanow - Schwarzwasser - Seebeck | - Segeletz - Seilershof - Siegrothsbruch - Sieversdorf - Sonnenberg - Stöffin - Storbeck - Strubensee - Teschendorf - Tramnitz - Trieplatz - Vichel - Vielitz - Walchow - Wall - Wallitz - Walsleben - Werder - Wildberg - Wulkow - Wustrau - Wuthenow - Wutzetz - Zechow - Zernikow - Zühlen |